# Radioactive (canción de Imagine Dragons)
«Radioactive» (en español: «Radioactivo») es una canción de la banda estadounidense de Rock alternativo Imagine Dragons. Fue escrita por los intérpretes, el compositor Josh Mosser y el productor inglés Alex Da Kid para el cuarto EP de la banda, «Continued Silence EP», y posteriormente agregada al álbum debut de la agrupación, «Night Visions», en donde aparece como el tema de apertura.
La canción fue lanzada como un sencillo promocional del álbum el 12 de septiembre de 2012, por medio de KIDinaKORNER e Interscope Records, y se emitió por primera vez a la radio de rock moderno el 29 de octubre de 2012 y luego se lanzó a la radio de éxito contemporáneo el 9 de abril de 2013.

## Composición
«Radioactive» fue escrita por Imagine Dragons, el compositor Josh Mosser y el productor inglés Alex Da Kid. Es uno de los temas con mayor influencia electrónica del álbum debut de la agrupación «Night Visions», así como uno de los más oscuros, similar al cuarto tema, «Demons».
La partitura de «Radioactive» muestra la tonalidad de Si dórico (un modo de Fa sostenido menor o La mayor, en el que Si se usa como tónica), en compás común de 4/4 y un tempo de 132 bpm, con una progresión de acordes de Si menor-Re bajo 2-A E, y voces que abarcan desde Mi 4 hasta Si 5.
La letra de la canción habla de temas apocalípticos: "Despierto entre cenizas y polvo" y "Esto es todo, el apocalipsis". Aunque la banda ha mantenido públicamente su secularidad, la crítica musical de NPR, Ann Powers, ha opinado que la canción presenta una fuerte "imagen religiosa o espiritual", algo común en la historia del rock.
No obstante, el significado de «Radioactive» hace alusión a la lucha contra la depresión y la ansiedad, según las palabras del vocalista Dan Reynolds a la revista Rolling Stone:

«[«Radioactive» es] básicamente una canción sobre mi lucha contra la ansiedad y la depresión. Se trata de empoderarse y superar eso. Quería escribir una canción masculina y primaria sobre conjurar y superar la debilidad humana. Alex [Grant] realmente nos ayudó con eso. Tiene una vibra dubstep. Probamos algo así y no sería lo suficientemente pesado. Alex puede entrar y decir: 'Agreguemos esta distorsión', y de repente hace clic.»

En septiembre de 2021, Reynolds explicó en el podcast "My Turning Point" que, al volver a mirar la canción después de casi una década, se dio cuenta de que su letra en realidad hablaba de él tratando de no perder la esperanza después de perder la fe en el mormonismo:

“Una canción que en particular, cuanto más viejo y más me alejo, más me doy cuenta de lo que estaba hablando, era «Radioactive». Esa canción, creo que la mayoría de las personas que la escuchan piensan que se trata de algo post-apocalíptico o de un superhéroe. ¿Mi gerente me envió un artículo donde alguien, como un artículo popular, decía que escribí esto sobre una película de Spider-Man? Completamente falso. No sé de dónde vino eso. En fin, pero hace poco la escuché y me dí cuenta de lo que estaba cantando, que a lo largo de estos años siempre he dicho" 'Oh, esta canción trata sobre la depresión en general'. Pero de lo que realmente se trataba era del principio central de «Night Visions», que trataba de 'K, el mormonismo es falso, siento que toda mi vida pensé que era verdad'. Bienvenidos a la nueva era, bienvenidos al nuevo nacimiento de encontrar la espiritualidad. Se trataba completamente de... no decir: 'Oh, bueno, todo lo que pensabas que era verdad, no era verdad, así que me rindo', en lugar de decir: 'Está bien, todo lo que pensé que era verdad era falso, pero está bien'. Eso no significa que todo sea falso. Probablemente haya algo de verdad ahí fuera y vamos a buscarla. Bienvenido a la nueva era. Me estoy levantando. Sabes que lo siento en mis huesos. Se trataba de no perder la esperanza después de perder el mormonismo. Eso fue todo. Y me tomó mucho tiempo afrontar eso porque fue especialmente aterrador para mí en ese momento.”

## Recepción

### Crítica
La canción ha recibido aclamaciones de la crítica, elogiando producción, letra y voces, llegando a ser calificada como un punto cúlmine del álbum. 
Anne Erickson, de Audio Ink Radio, le dio una calificación de 4.5 sobre 5, calificándola de "enganchadora y emotiva", y afirmó que su dramatismo y emoción le permitirían atraer tanto a los fans del pop alternativo como al hard rock. AbsolutePunk ofreció una reseña positiva, calificando la sección acústica de la canción de "inquietante" y el estribillo de "hipnotizante". Dara Hickey, de Unreality Shout, también reaccionó positivamente, calificando la canción como el "momento más oscuro" del álbum y afirmando que, como todas las demás canciones, "Radioactive" logró crear un sonido que "siempre despega y lanza puños al cielo". IGN elogió la canción, calificándola de "extrañamente intensa y abrasiva", y afirmó que "Radioactive" era "quizás la mejor seña de identidad de Imagine Dragons".
Crave Online calificó la canción como un "estallido inicial", afirmando que "aumenta el coqueteo con el dub con una estrofa que gira en torno a 'esto es, el apocalipsis' y un estribillo triunfal, con bastantes matices de hip-hop en la producción", y que la canción era "tan lista para la radio como se puede". Our Vinyl afirmó que "la potencia de esta canción es excepcional, con una batería potente y una sensación más electrónica que el resto del álbum, y una voz potente e impresionante del líder Dan Reynolds, que se repite a lo largo del LP". Jon Dolan, de Rolling Stone, criticó la canción, calificándola de "una melancolía sombría que suena como si Chris Martin intentara escribir una balada de Eminem sobre el fin del mundo". En 2018, Billboard y Louder Sound clasificaron la canción en el puesto número dos y número uno, respectivamente, en sus listas de las 10 mejores canciones de Imagine Dragons. 

### Comercial
«Radioactive» debutó en el puesto 96 del Billboard Hot 100 tras el lanzamiento de «Night Visions» en septiembre de 2012 y se mantuvo en la parte baja de la lista durante un tiempo. En abril de 2013, la canción entró en el top 10 en el número siete, superando el puesto número 15 establecido por el sencillo anterior «It's Time». A mediados de junio, la canción alcanzó el número cuatro, rompiendo el récord del ascenso más lento al top 5, superando a la canción «Cruise» de Florida Georgia Line, quien la había batido solo tres semanas antes. Dos semanas después, la canción alcanzó su punto máximo en el número tres. Anteriormente, la canción ostentaba el récord de permanencia más larga en la cima de la lista Billboard Hot Rock Songs, con 23 semanas, antes de ser superada por «Shut Up and Dance» de Walk the Moon. «Radioactive» actualmente ostenta el récord de permanencia más larga en la cima de la lista Billboard Rock Airplay, con 24 semanas. También pasó 13 semanas en el número uno en la lista de componentes de Alternative Airplay.A fines de 2023, para el 35.° aniversario de Alternative Airplay, Billboard colocó a «Radioactive» en el número ocho en su clasificación de los 100 mayores éxitos en la historia de la lista.
La canción también es la canción de rock más vendida en la historia digital de Estados Unidos. Fue la segunda canción del verano según Billboard y permaneció 87 semanas en el Billboard Hot 100, rompiendo el récord histórico de permanencia en la lista, previamente en manos del sencillo de Jason Mraz de 2008, «I'm Yours», y superado por el sencillo de The Weeknd de 2019, «Blinding Lights», que permaneció 90 semanas en el Hot 100 hasta la publicación de la lista el 4 de septiembre de 2021. Sin embargo, aún ostenta el récord de más semanas consecutivas en el Hot 100, con 85. Ha vendido más copias en un año natural que cualquier otra canción de un artista de rock en la historia digital. «Radioactive» fue la tercer canción más vendida de 2013, con 5.496.000 copias vendidas en el año. Hasta septiembre de 2017 se habían vendido 8.234.360 copias digitales en el país, y la Asociación de la Industria Discográfica de Estados Unidos (RIAA) certificó el disco como Diamante.
La canción alcanzó el número uno en Suecia y se ubicó entre las veinte mejores en varios países como Australia, Canadá, Nueva Zelanda y varias partes de Europa. En el Reino Unido, debutó en el puesto 35 gracias a las fuertes descargas del Extended play de la agrupación, «Hear Me EP» en noviembre. Tras el lanzamiento de «Night Visions» en abril, alcanzó el puesto 12, convirtiéndose en su sencillo con mayor éxito en las listas de éxitos en ese país.

## Remixes
El 11 de junio de 2013, se lanzaría por el canal de Proximity un remix Melodic Dubstep por parte de Synchronice, actualmente con más de 1000 millones de visitas en YouTube.

## Video Musical
El video musical se estrenó el 10 de diciembre de 2012. Fue dirigido por Syndrome y cuenta con la participación de los actores Lou Diamond Phillips, Alexandra Daddario y un grupo de titiriteros del estudio Puppet Heap.
El vídeo gira en torno a una misteriosa vagabunda (Daddario) quién se encuentra en una cruzada para salvar a sus amigos (Imagine Dragons) de los calabozos de un siniestro y clandestino ring donde luchan muñecos de peluche. El "Campeón" del ring, una enorme bestia de color púrpura, derrota y asesina peluches y marionetas inocentes obligados a luchar. La mascota de la mujer, un Osito Teddy, finalmente noquea a la bestia, anterior campeón del ring, y desintegra a dos guardaespaldas del dueño del ring utilizando visión de rayos láser. La muchacha entonces aprovecha para quitarle la llave al dueño, libera a la banda de los calabozos y luego todos caminan alejándose, dejando al propietario rodeado por los restos de los muñecos.
Hablando del vídeo para MTV, Dan Reynolds declaró:

"Leímos un montón de guiones de directores con mucho talento, y nos encontramos con uno que se destacó particularmente para nosotros, ya que pone en imágenes el tema general de la canción, que es una especie de canción de toma de poder sobre un despertar de conciencia, pero lo hizo de una manera muy diferente ". "Mucha gente probablemente vea un mundo postapocalíptico cuando escucha Radioactive, como es comprensible, pero queríamos ofrecer algo que fuera tal vez un poco diferente... muy diferente a eso."

El 17 de julio de 2013, este vídeo fue nominado a un premio MTV Video Music Award en la categoría Mejor vídeo de rock.

## Uso en los medios
«Radioactive» ha sido ampliamente utilizado en la promoción del videojuego Assassin's Creed III y la película The Host. También se incluye en la banda sonora del videojuego MLB 13: The Show y del NBA 2K14.
Además de haber sido utilizada en los comerciales para los primeros capítulos de temporada 2013 en diferentes shows de The History Channel, la canción también ha sido utilizada en varias publicidades: Chicago Fire, Run For Your Lives, el Tour de Películas Europeas en Exteriores (European Outdoor Film Tour),Defiance (como así también en su videojuego relacionado), y Graceland. La canción ha aparecido en el comercial de Powerbeats de Dr. Dre y protagonizado por LeBron James. En la serie Arrow, fue utilizada en el episodio 22 de la primera temporada y también se utilizó para el inicio de un capítulo de The Vampire Diaries en la quinta temporada; además 
es utilizada en la serie The 100 durante el primer capítulo de la primera temporada cuando los 100 pisan por primera vez la tierra, además apareció una versión de la misma en el capítulo 13 de la tercera temporada, titulado "Join or Die". También ha servido como tema principal en el evento Cage of Death XIV de Combat Zone Wrestling, TNA Wrestling PPV Slammiversary XI y en la serie de televisión del año 2013 Inside Combat Rescue del National Geographic Channel. La canción fue utilizada por Sony para la apertura de su conferencia de prensa E3 2013. Y suena de fondo durante los créditos finales del episodio final de la sexta temporada de la serie True Blood episodio que lleva el mismo nombre, como así también en el comercial de HBO Go que precedió inmediatamente a dicho episodio.

## Lista de sencillos
| Radioactive: Descarga digital |               |                 |          |  |
| N.º                           | Título        | Artista(s)      | Duración |  |
| 1.                            | «Radioactive» | Imagine Dragons | 3:06     |  |

## Créditos
Adaptados del booklet de «Night Visions» y del EP «Radioactive / Demons / Thunder / Bad Liar».
Radioactive
- Escrito por Dan Reynolds, Wayne Sermon, Ben McKee, Alex Da Kid y Josh Mosser.
- Producido por Alex Da Kid para KIDinaKORNER.
- Publicado por KIDinaKORNER / Universal, Songs of Universal, Inc. (BMI) o/b/o Alexander Grant.
- Grabado por Josh Mosser en “Westlake Studios” para KIDinaKORNER.
- Guitarra Adicional por J Browz para KIDinaKORNER.
- Mezclado por Manny Marroquin en “Larrabee Studios”.
- Masterizado por Joe LaPorta en “The Lodge”.

℗ 2012 KIDinaKORNER/Interscope Records
Imagine Dragons
- Dan Reynolds: Voz.
- Wayne Sermon: Guitarra.
- Ben McKee: Bajo y Sintetizador.
- Daniel Platzman: Batería y Caja de ritmos.

## Posicionamiento en Listas

### Semanales
| Alemania          | German Singles Chart      | 4  |
| Australia         | Australian Singles Chart  | 6  |
| Austria           | Austrian Singles Chart    | 4  |
| Bélgica (Flandes) | Ultratip 50               | 11 |
| Bélgica (Valonia) | Ultratip 40               | 15 |
| Canadá            | Canadian Hot 100          | 10 |
| Canadá            | Active Rock               | 28 |
| Canadá            | Alternative Rock          | 2  |
| Dinamarca         | Danish Singles Chart      | 6  |
| Escocia           | Scottish Singles Chart    | 13 |
| España            | Spanish Singles Chart     | 22 |
| España            | Los 40                    | 3  |
| Estados Unidos    | Billboard Hot 100         | 3  |
| Estados Unidos    | Digital Songs             | 2  |
| Estados Unidos    | Pop Songs                 | 3  |
| Estados Unidos    | Adult Pop Songs           | 5  |
| Estados Unidos    | Rock Songs                | 1  |
| Estados Unidos    | Alternative Songs         | 1  |
| Estados Unidos    | Mainstream Rock Tracks    | 11 |
| Francia           | French Singles Chart      | 64 |
| Irlanda           | Irish Singles Chart       | 16 |
| Noruega           | Norwegian Singles Chart   | 2  |
| Nueva Zelanda     | New Zealand Singles Chart | 4  |
| Países Bajos      | Single Top 100            | 74 |
| Reino Unido       | UK Singles Chart          | 12 |
| República Checa   | Radio Top 100 Chart       | 16 |
| Suecia            | Swedish Singles Chart     | 1  |
| Suiza             | Swiss Singles Chart       | 5  |

### Sucesión en listas
| Predecesor: «Ho Hey» de The Lumineers                      | Rock Songs — Sencillo número uno 6 de abril de 2013 —                                    | Sucesor:                                        |
| Predecesor: «Madness» de Muse                              | Rock Airplay — Sencillo número uno 16 de marzo de 2013 —                                 | Sucesor:                                        |
| Predecesor: «Madness» de Muse                              | Alternative Songs — Sencillo número uno 2 de marzo de 2013 — 1 de junio de 2013          | Sucesor: «Sweater Weather» de The Neighbourhood |
| Predecesor: «Don't You Worry Child» de Swedish House Mafia | Swedish Singles Chart — Sencillo número uno 28 de diciembre de 2012 — 4 de enero de 2013 | Sucesor: «En Apa Som Liknar Dig» de Darin       |

### Certificaciones
| País           | Organismo certificador | Certificación          | Ventas certificadas | Simbolización | Ref.   |
| -------------- | ---------------------- | ---------------------- | ------------------- | ------------- | ------ |
| Alemania       | BVMI                   | 5× Oro                 | 750 000             | 5●            | [ 59 ] |
| Australia      | ARIA                   | 10× Platino            | 700 000             | 10▲           | [ 60 ] |
| Austria        | IFPI — Austria         | Platino                | 30 000              | ▲             | [ 61 ] |
| Canadá         | MC                     | Diamante               | 800 000             | 10▲           | [ 62 ] |
| Dinamarca      | IFPI – Dinamarca       | Oro                    | 15 000              | ●             | [ 63 ] |
| Dinamarca      | IFPI – Dinamarca       | 4× Platino (streaming) | 7 200 000           | 4▲            | [ 64 ] |
| Estados Unidos | RIAA                   | 14× Platino            | 14 000 000          | 14▲           | [ 65 ] |
| Italia         | FIMI                   | 4× Platino             | 200 000             | 4▲            | [ 66 ] |
| México         | AMPROFON               | Platino                | 60 000              | ▲             | [ 67 ] |
| Nueva Zelanda  | RMNZ                   | 3× Platino             | 45 000              | 3▲            | [ 68 ] |
| Noruega        | IFPI – Noruega         | 5× Platino             | 50 000              | 5▲            | [ 69 ] |
| Reino Unido    | BPI                    | 3× Platino             | 1 800 000           | 3▲            | [ 70 ] |
| Suecia         | GLF                    | 6× Platino             | 240 000             | 6▲            | [ 71 ] |
| Suiza          | IFPI — Suiza           | Platino                | 30 000              | ▲             | [ 72 ] |

### Premios
| Publicación       | País           | Premio                                                  | Año  | Ranking |
| ----------------- | -------------- | ------------------------------------------------------- | ---- | ------- |
| Nielsen SoundScan | Estados Unidos | Las 15 Canciones de Rock más Descargadas en la Historia | 2015 | 1       |
| Pandora Radio     | Todo el Mundo  | El Sencillo que más le Gustó al Mundo (Mundo)           | 2015 | 3       |
| Spotify           | Estados Unidos | Los Sencillos Más Oídos en 2013 (U.S.)                  | 2013 | 1       |
| Spotify           | Reino Unido    | Los Sencillos Más Oídos en 2013 (U.K.)                  | 2013 | 4       |
| Bing              | Estados Unidos | El Sencillo Más Buscado de 2013 (U.S.)                  | 2013 | 4       |
| Bing              | Canadá         | El Sencillo Más Buscado de 2013 (CAN)                   | 2013 | 5       |
| Google            | Todo El Mundo  | El Sencillo Más Buscado de Todo el Mundo (World)        | 2013 | 10      |
| Rdio              | Todo El Mundo  | Top Global de Sencillos                                 | 2013 | 4       |
| Rdio              | Estados Unidos | Top U.S. Tracks                                         | 2013 | 2       |
| SoundHound        | Todo El Mundo  | Top de canciones 2013                                   | 2013 | 7       |
| 105.7 The Point   | Estados Unidos | Top 105 de 2013                                         | 2013 | 1       |
| 106.7 KROQ        | Estados Unidos | Top 50 de Sencillos del 2013 de KROQ                    | 2013 | 1       |

## Remix con Kendrick Lamar
«Radioactive» fue remezclada por la banda, teniendo como invitado al artista estadounidenses de hip hop, Kendrick Lamar. La remezcla, al tiempo que conserva la mayor parte de la pista original de Night Visions, fue grabado por la banda y Kendrick Lamar para su lanzamiento como sencillo el 27 de enero de 2014 a través de KIDinaKORNER e Interscope Records.
Meses más tarde, en el Reino Unido la canción fue incluida digitalmente dentro del álbum debut de la banda, «Night Visions», en la que aparece como la última pista del álbum.

## Presentaciones en vivo

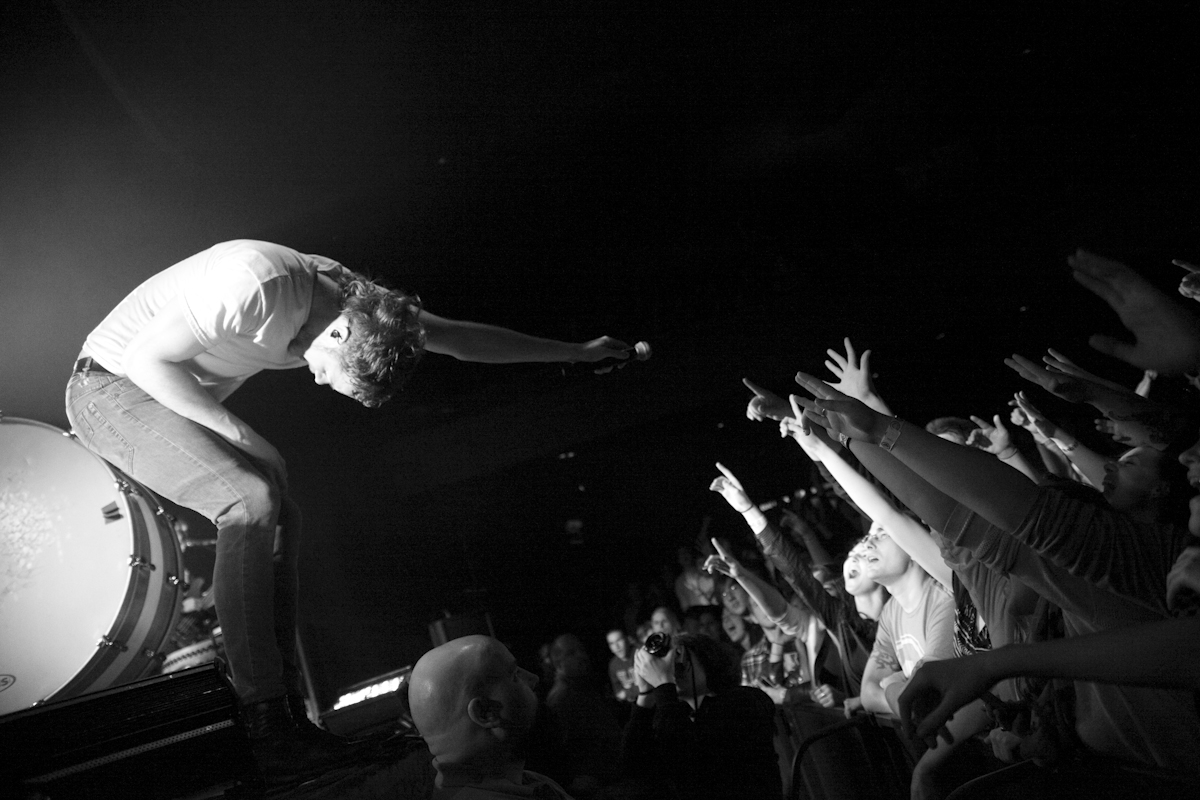
Conciertos de 2013, Imagine Dragons, The Pageant

«Radioactive» fue interpretada por primera vez por Imagine Dragons y Kendrick Lamar en la 56.ª edición anual de los Grammy, celebrada en el Staples Center, de Los Ángeles el 26 de enero de 2014, como parte de un mashup junto a la pista «m.A.A.d city» de Kendrick Lamar, una pista de su álbum nominado al Grammy, «Good Kid, M.A.A.D. City», siendo el segundo momento musical más tweeteado del 2014. La canción fue interpretada por el dúo de nuevo el 1 de febrero del 2014 en la emisión del programa vespertino de la NBC, Saturday Night Live.

## Lista de sencillos
| Radioactive (feat. Kendrick Lamar): Descarga digital |                                      |                                |          |  |
| N.º                                                  | Título                               | Artista(s)                     | Duración |  |
| 1.                                                   | «Radioactive» (feat. Kendrick Lamar) | Imagine Dragons Kendrick Lamar | 4:36     |  |

## Créditos
Adaptado del sencillo «Radioactive (feat. Kendrick Lamar)».
Radioactive (feat. Kendrick Lamar)
- Interpretado por Imagine Dragons, con Kendrick Lamar.
- Escrito por Dan Reynolds, Wayne Sermon, Ben McKee, Kendrick Lamar, Alex Da Kid y Josh Mosser.
- Producido por Alex Da Kid para KIDinaKORNER.
- Publicado por KIDinaKORNER / Universal, Songs of Universal, Inc. (BMI) o/b/o Alexander Grant.
- Guitarra Adicional por J Browz para KIDinaKORNER.
- Mezclado por Manny Marroquin en “Larrabee Studios”.
- Masterizado por Joe LaPorta en “The Lodge”.

Imagine Dragons
- Dan Reynolds: Voz.
- Wayne Sermon: Guitarra.
- Ben McKee: Bajo y Sintetizador.
- Daniel Platzman: Batería y Caja de ritmos.

Músicos Adicionales
- Kendrick Lamar: Voz.

## Posicionamiento en Listas

### Listas
| Lista (2014)                   | Mejor posición |
| ------------------------------ | -------------- |
| Reino Unido (UK Singles Chart) | 32             |

### Premios
| Año  | Ceremonia          | Premio                    | Resultado |
| ---- | ------------------ | ------------------------- | --------- |
| 2014 | mtvU Woodie Awards | Best Collaboration Woodie | Nominado  |

### Fecha de Lanzamiento
| País           | Fecha               | Formato          | Discográfica                    |
| -------------- | ------------------- | ---------------- | ------------------------------- |
| Australia      | 27 de enero de 2014 | Descarga digital | KIDinaKORNER Interscope Records |
| Canadá         | 27 de enero de 2014 | Descarga digital | KIDinaKORNER Interscope Records |
| Alemania       | 27 de enero de 2014 | Descarga digital | KIDinaKORNER Interscope Records |
| Reino Unido    | 27 de enero de 2014 | Descarga digital | KIDinaKORNER Interscope Records |
| Estados Unidos | 27 de enero de 2014 | Descarga digital | KIDinaKORNER Interscope Records |